# Bolsa de plástico
La bolsa de plástico es un objeto cotidiano utilizado para transportar pequeñas cantidades de mercancía. Introducidas en los años 70, las bolsas de plástico rápidamente se hicieron muy populares, especialmente a través de su distribución gratuita en supermercados y otras tiendas. También son una de las formas más comunes de acondicionamiento de la basura doméstica y, a través de su decoración con los símbolos de las marcas, constituyen una forma barata de publicidad para las tiendas que las distribuyen. Las bolsas de plástico pueden estar hechas de:
- polietileno de baja densidad
- polietileno lineal,
- polietileno de alta densidad,
- polipropileno,
- polímero de plástico no biodegradable.[2]

Su espesor puede variar entre 18 y 30 micrómetros. Anualmente, circulan en todo el mundo entre 0,5 y 1 billón de estos objetos.
Existen diferentes tipos de bolsas de plástico según su función: si es transportar mercancías desde un supermercado por ejemplo, se denomina bolsa de tipo camiseta, por la forma de las asas, es una bolsa económica y con poco material, hecha de polietileno de alta densidad, que puede transportar normalmente hasta 12 kilos de víveres.
Otro tipo de bolsa de plástico puede ser una bolsa donde se envasan alimentos altamente higroscópicos, como harina, galletas o pasta, que es una laminación de polipropileno que permite protegerlas de la humedad.
Otros tipos de bolsa protegen de la acción del oxígeno en los alimentos altamente sensibles, como la carne roja, alimentos con alto contenido de grasas, etc.
Hay bolsas de plástico que contienen líquidos, ya sean bebidas, leche, hasta productos como mayonesa, mermeladas, jarabes para refresco, zumo fresco de fruta, vinos, huevo líquido, salsas para food service, etc., con la tecnología del bag-in-box.
Otro tipo de bolsa de plástico se utiliza por ejemplo para formar bultos de azúcar, papas, etc., hasta de 50 kilos, y facilitan su protección y transporte a otros mercados.
Existen bolsas de plástico especiales para cocer alimentos en su interior, denominadas en inglés boil-in-bag, con las que se envasa el alimento crudo o semicocido, como por ejemplo leche para hacer un queso, jamón, mortadela o arroz.
Existen también bolsas de plástico adecuadas para proteger alimentos empacados al alto vacío.

## Proceso de elaboración
En general, el proceso de fabricación de una bolsa de plástico incluye la extrusión de la resina, ya sea por método de soplado o por medio de un dado; la impresión puede ser por el método de flexo grafía o de roto grabado (también huecograbado); puede haber un proceso de barnizado o laminación con otra capa de plástico, y finalmente el proceso de soldado o sellado por medio de calor y presión. La energía oculta de 1000 bolsas de polietileno asciende a tan solo 509 MJ lo que hace que tenga un coste de fabricación muy bajo. Es una industria grande a nivel mundial que permite la conservación y transporte de alimentos, reconocimiento de marcas, protección al consumidor de marcas piratas o empresas sin referencias, de contaminación de agentes externos, de preservación de las cualidades nutritivas y organolépticas del alimento, etc.
De todo el petróleo que se extrae en el mundo, el 5% se utiliza para la industria del plástico; de esta la mayor parte se usa para partes de automóviles como molduras, interiores, tableros, etc. y otro tipo de productos como teléfonos, interiores de refrigerador, gabinetes de televisor, etc. Otra proporción muy alta la representan las botellas de refresco, bebidas, líquidos, etc.[cita requerida]

## Preocupaciones ambientales

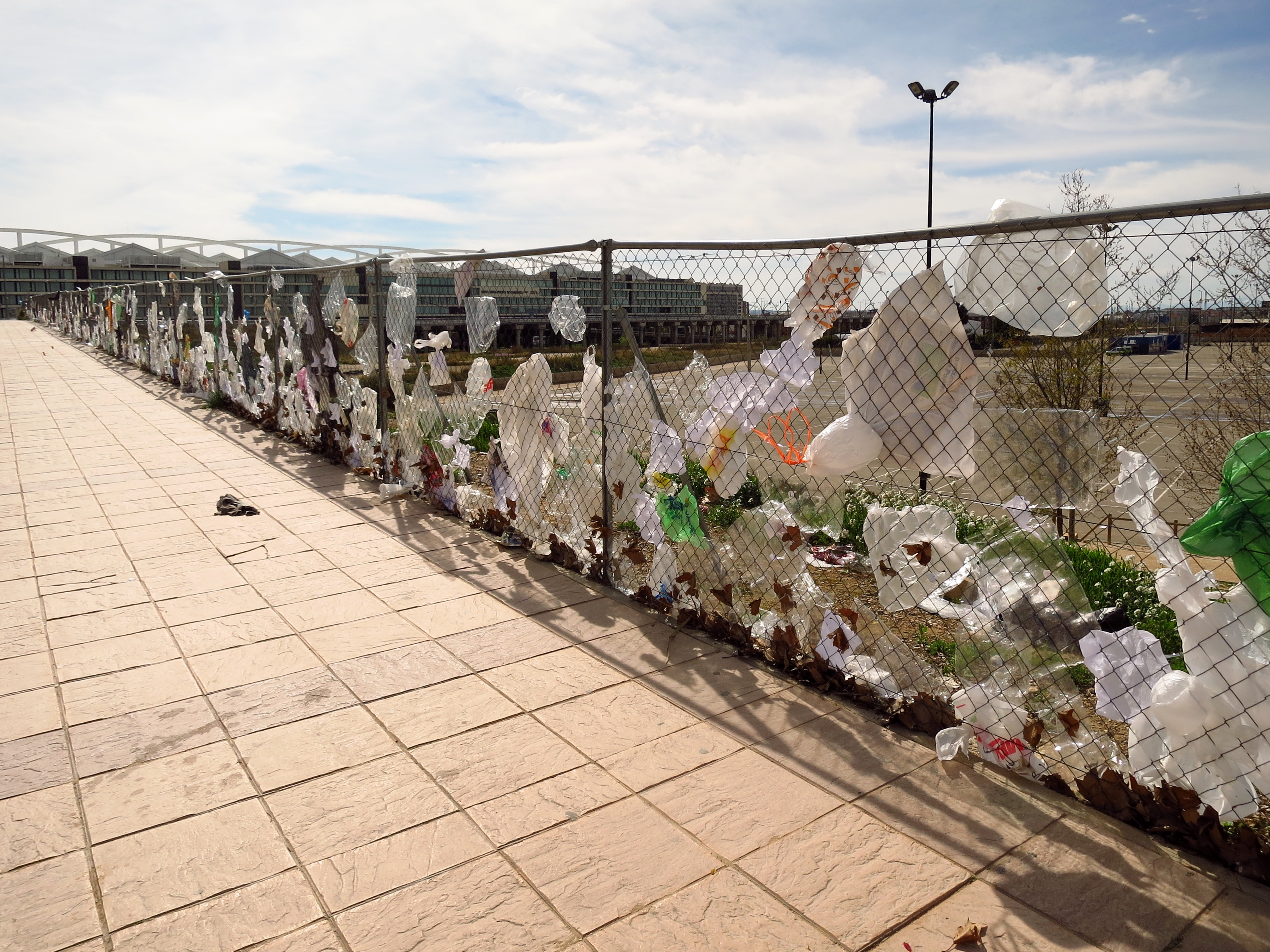
Bolsas plásticas atrapadas por una valla en Zaragoza.

La contaminación ambiental que ha ocasionado el uso excesivo de los plásticos pone en riesgos a la humanidad en general y estos tienes efectos que son perjudiciales. los residuos son un factor muy contaminante, pero los plásticos usados como residuos son aún más. La utilización de los plásticos , va mucho más allá; es necesario analizar las diferentes consecuencias que este uso desmedido puede tener en el futuro, de manera que se pueda comprender la complejidad que implican los nuevos problemas ambientales, los residuos eran desechos orgánicos que no constituían problemas perjudiciales. Los plásticos son materiales, compuesta hechos de petróleo por moléculas que son orgánicas, simbolizan un problema que afectan a todo el mundo.
en los tiempos actuales, se tiene visto que es uno de los contaminantes más perjudiciales que afecta a todas partes del mundo, provocando aniquilación.
se realizó un estudio por un grupo de científicos de Indonesia que determinaron que hay más de la cuarta parte del océano del mundo esta contaminado por bolsas de plástico. Es equivalente a bolsas de plástico grande llena bolsas de supermercado, y que esto es contribución de todos los países del mundo mundo.se estima que para 2020, el consumo al año será un aproximado de dos veces mayor.
La contaminación ambiental que es efecto del uso excesivo de plásticos afecta a todo el planeta en general, ya que tiene efectos negativos. Si bien los residuos son muy perjudiciales para el mundo. La gestión de los residuos, va más allá de su disposición; por tanto, es necesario analizar las diferentes posibles causa de este problema, de manera que se pueda entender la dificultad que implican los nuevos retos relacionados con lo ambiental, los residuos resultaron ser mayormente de plástico, que constituían un problema relevante. Los plásticos son materiales poliméricos, compuestos por moléculas orgánicas, que son lo que principalmente se usa para transportar objetos y ser deschados ne menos de 20 minutos.
Actualmente, se tiene visto que es uno de los contaminantes más perjudiciales que afecta a los diversos ecosistemas, provocando su extinción.
se realizó un estudio de investigación por científicos de Idonesia que determina que la contaminación por bolsas de plástico, todos los años, son alrededor de 10000 toneladas de plástico terminan en nuestros océanos. Es equivalente al 5% del petróleo que hay en el mundo. Para 2020, el consumo anual se estima en alrededor de dos veces mayor, es decir cifras muy alarmantes para nuestro planeta y todos los ecosistemas del mundo.
Mucha gente tiene preocupaciones acerca de las bolsas de plástico tiradas: las bolsas tiradas pueden crear un peligro para la vida animal y vegetal. Se están realizando esfuerzos para controlar el exceso de consumo, reducir la basura y para aumentar la reutilización y el reciclaje. Tirar basura es a menudo un problema mayor en los países en desarrollo, donde la infraestructura de recolección de basura es menos desarrollada que en los países desarrollados.
Los plásticos y los materiales sintéticos son los dos tipos de basura marina más común y son responsables de la mayor parte de los problemas que sufren los animales y aves marinas. Se conocen al menos 267;especies diferentes que se han enredado o han ingerido restos plásticos; entre ellas se cuentan aves, tortugas, focas, leones marinos, ballenas y peces.[cita requerida] El lecho marino, especialmente cerca de las regiones costeras, también está contaminado, sobre todo con bolsas de basura. Los plásticos están también presentes en las playas, desde las regiones más pobladas hasta las costas de islas remotas y deshabitadas.
Solo durante 2002 se produjeron en todo el mundo 4 a 5 billones de bolsas de plástico, desde bolsas de basura de gran tamaño hasta bolsas gruesas para la compra y más finas para alimentos.
Aunque sean prácticas, livianas y baratas, están fabricadas con polietileno o polipropileno, ambos derivados del petróleo, una fuente de energía no renovable y cada vez más cara. Así, además de colaborar al agotamiento de este recurso, potenciamos la enorme contaminación que origina su obtención, transporte y transformación en plástico.
Cicloplast asegura que el mercado total es de 96.000 toneladas de las que apenas se reciclan alrededor de un 10%.[cita requerida] Cuando las bolsas de plástico están serigrafiadas todavía es peor ya que las tintas contienen residuos metálicos también contaminantes. Las pinturas de impresión contienen plomo y cadmio, metales pesados altamente tóxicos. Su incineración también genera gases tóxicos. Muchos plásticos son casi indestructibles y algunos pueden permanecer estables por cuatro siglos antes de degradarse.
Según datos de la organización World Watch Institute, durante 2002 se fabricaron entre 4 y 5 billones de bolsas que fueron consumidas en un 80 por ciento en Europa y Estados Unidos, país que desecha al año 100 billones de unidades.[cita requerida] En marzo de 2011, los ministros comunitarios de Medio Ambiente debatieron el impacto medioambiental de las bolsas de plástico y señalaron que es necesaria una actuación eficaz a nivel europeo.[cita requerida]
El comisario europeo de Medio Ambiente, Janez Potocnik, señaló que, hace cincuenta años, era "inusitado" utilizar las bolsas de plástico una sola vez, y denunció que "ahora las utilizamos unos minutos y contaminan nuestro medio ambiente durante décadas".[cita requerida]
"Pero las actitudes sociales evolucionan y hay un amplio deseo de cambio. Por eso estamos estudiando todas las opciones, incluida la de una prohibición de las bolsas de plástico a escala europea".[cita requerida]
El volumen total de bolsas de plástico producidas en Europa en 2008 ascendió a 3,4 millones de toneladas.[cita requerida]
Para conocer la opinión de los miembros, la CE ha abierto una consulta pública. Su objetivo es recabar opiniones acerca de la mejor manera de reducir el uso de bolsas de plástico, en la que plantea cuestiones como si el cobro por su dispensación o la tributación serían eficaces, o incluso su prohibición.
Durante más de 50 años, la producción mundial y el consumo de plásticos han seguido aumentando. Se calcula que solo en 2013 se produjeron unos 299 millones de toneladas de plástico, lo que representa un aumento del 4 por ciento respecto de 2012, y la confirmación de que cada año generamos más plásticos.Un estudio realizado por un grupo de trabajo científico en el Centro Nacional de California en Santa Bárbara para el Análisis y Síntesis Ecológicos (NCEAS) cuantifica la entrada de residuos plásticos de la tierra en el océano. Los resultados: todos los años, 8 millones de toneladas métricas de plástico terminan en nuestros océanos. Es equivalente a cinco bolsas de supermercado llenas de plástico por cada pie de costa en el mundo. En 2025, el consumo anual se estima en alrededor de dos veces mayor, o 10 bolsas de plástico llena por pie de costa. Por lo que la entrada acumulativa para 2025 sería casi 20 veces la estimación de 8 millones de toneladas métricas, es decir, 100 bolsas de plástico por pie de costa en el mundo.
El 15 de septiembre de 2012 tuvo lugar la Limpieza Internacional de Costas de la conservación del océano, en la que participaron países de todo el mundo.[cita requerida]

## Problemática actual
El plástico es un material dañino en el medio ambiente, ya que tarda cientos de años en descomponerse en nuestro ecosistema, hasta mil años según el tipo de plástico. La utilización masiva de este material tan duradero para objetos desechables es un error que trae consecuencias catastróficas a nivel global como playas, ríos y océanos llenos de basura y plásticos flotantes.
Se hizo un breve análisis acerca de la contaminación ambiental que estima una cantidad de  toneladas de plástico que están flotando en los océanos del mundo. Pero no hay datos suficientes  para determinar cuanta cantidad y cuanto pesan estos derivados de este material a nivel mi de todo el mundo.
La basura de las bolsas de plástico no es solo en tierra. Las bolsas de plástico han contribuido en gran medida a una gran cantidad de desechos plásticos encontrados en el Océano Pacífico Norte. Esto se conoce como el Gran mancha de basura en el Pacífico. Se estima que es el doble del tamaño de Hawái, e incluso podría ser tan grande como la totalidad de los Estados Unidos continentales. El Wild Studies Institute informó que, como todos los desagües van al océano, el 80% de esta basura en el océano proviene de la tierra.
Midway Atoll en el Océano Pacífico Norte es el hogar de la colonia de albatros más grande de la Tierra. Estas aves vuelan al siguiente en estas islas muy aisladas, y se alimentan en el mar, a menudo a cientos de millas de distancia, para buscar comida para la descendencia. 'Desafortunadamente, miles de estas preciosas aves han sido encontradas muertas en Midway porque habían ingerido grandes cantidades de fragmentos y fragmentos de bolsas de plástico.' Todo el plástico que se encontró en estas aves es llevado a la isla por aves adultas que luego lo alimentan con aves jóvenes. Se estima que cuatro toneladas de plástico se acumulan aquí diariamente.

## Reutilización
Las bolsas de plástico pesadas son aptos para su reutilización como bolsas de compra reutilizables. Las bolsas más ligeras se reutilizan como bolsas de basura o para recoger las heces de mascotas. Todos los tipos de bolsa de plástico se pueden reciclar en bolsas nuevas, cuando existen los planes eficaces de recogida,las bolsas de tela se pueden emplear para muchos trabajos.

## Medidas legislativas tomadas por algunos países

Mapa de las leyes sobre bolsas de plástico ligeras

En algunos países existe una legislación que obliga a los minoristas a cobrar un impuesto gubernamental por el suministro de bolsas de plástico; a menudo los ingresos van destinados a un fondo gubernamental para el medio ambiente. En Irlanda, en 2002 se introdujo tal impuesto; como resultado el uso de bolsas de plástico disminuyó inmediatamente en más del 90%. En Hong Kong, en 2009 se introdujo un sistema parecido.
El 3 de  agosto de 2018, Chile es el primer país de Latinoamérica en prohibir las bolsas plásticas. 
El presidente Sebastián Piñera  promulgó la ley que prohíbe la entrega en todo Chile de bolsas de plástico en el comercio, convirtiendo al país en el primero en adoptar esta estricta legislación en Latinoamérica. Chile se suma así a la sesentena de países en el mundo que han tomado medidas para reducir la contaminación producida por los 10 millones de bolsas que se consumen cada minuto. 
Desde que se promulgó y hasta que se venza el plazo de adecuación de seis meses, el gran comercio chileno podrá entregar "un máximo de dos bolsas plásticas de comercio a los consumidores, por cada compra que realicen", dice el texto de la ley.
Cumplida esa fecha, la prohibición será total para supermercados, farmacias y otros grandes comercios, mientras que en los almacenes pequeños o de barrios la normativa entrará en vigor en dos años más a partir de la publicación.
La legislación excluye a los envases primarios de alimentos "que sean necesarios por razones higiénicas o porque su uso ayude a prevenir el desperdicio de alimentos".
Se establece, además, una multa de 370 dólares por cada bolsa de plástico entregada para quienes incumplan la ley en todo Chile, donde según datos del gobierno se producen cada año 3,200 millones de bolsas plásticas.
Un 90% de ellas termina en vertederos o en el mar, donde son consumidas por aves y peces. En Chile, además, sólo un 4% de los 17.5 millones de sus habitantes recicla
También tendrán que buscar otras formas para contener la basura doméstica, que hoy la mayoría empaca en las bolsas que les entregan en los supermercados. Una práctica "tremendamente inapropiada, porque se rompen con mayor facilidad y no cumplen con la función de trasladar los residuos a los rellenos sanitarios", explicó a la AFP la ministra de Medioambiente, Marcela Cubillos.
Además de Chile, Antigua y Barbuda, Bahamas, Belice, Colombia, Costa Rica y Panamá han implementado medidas de lucha contra las bolsas de plástico.
De acuerdo a los datos de la ONU, se consumen 5 billones de bolsas de plástico en el mundo al año, la mayoría hechas de polietileno, un derivado del petróleo que demora cerca de 500 años en biodegradarse. Cada año se vierten en el océano 13 millones de toneladas de plásticos.
En Perú se está dando el caso de la aprobación del dictamen que busca regular el uso de plásticos en este país. La Comisión de Pueblos Andinos, Amazónicos y Afroperuanos, Ambiente y Ecología del congreso aprobó el pre-dictamen de la ley que regula el plástico de un solo uso en el país.
De momento, más de 60 países han dictado medidas oficiales y decenas  vienen trabajando en leyes y estrategias para frenar la contaminación producida por los plásticos. Según Marco Arana titular de la comisión, explicó que al día se  producen millones de derivados de plásticos en el Perú, causando graves daños ecológicos y  a la salud de los peruanos y los sistemas marinos.¨A la vez que hay una producción indiscriminada de plásticos de un solo uso que tardan 100 años en degradarse. el plástico se acumula en ríos, quebradas y el mar y está siendo ingerido por los animales marinos ocasionando su muerte¨. Esto fue el comentario del legislador, con ello el plástico ingresa a la cadena alimenticia y los seres humanos pueden terminar comiendo el plástico que consumen los animales.
Irlanda desde el año 2002, implementó el plas tax, que es un impuesto que se da al 20% de las compras que se aplica a los usuarios de bolsas plásticas. Esta  medida causó un efecto inmediato y redujo el consumo de bolsas de plástico en un 90% y el dinero recaudado se lo destinó a un programa de protección.     
En Inglaterra, el 14 de septiembre del año 2013 el vice primer ministro, Nick Clegg, anunció en Inglaterra la imposición de una tasa obligatoria de 5 peniques por el uso de bolsas plásticas desechables que entró en vigencia en el año 2015.    
En España se aprobó en marzo del 2011 un anteproyecto de una ley de residuos, que pretende reducir paulatinamente el consumo de bolsas de un solo uso hasta suprimirlas definitivamente hasta 2018.    
En Francia, el 26 de mayo del 2015, se aprobó la prohibición de la entrega y venta de bolsas plásticas no biodegradables en los mercados franceses.